# Ordalek och småkonst
Ordalek och småkonst är en diktsamling av August Strindberg, utgiven 1905. Volymen består dels av reviderade versioner av dikter som tidigare publicerats i Fagervik och Skamsund och Ensam, dels av nyskrivna dikter. Strindberg experimenterar här med olika versmått, bland annat inspirerad av musikens sonatform, men har även medtagit ett par längre dikter på hexameter. 